# Ecuador op de Olympische Zomerspelen 2008
Ecuador nam deel aan de Olympische Zomerspelen 2008 in Peking, China. Ecuador debuteerde op de Zomerspelen in 1924 en deed in 2008 voor de twaalfde keer mee. Voor de tweede keer in de geschiedenis werd een medaille behaald. Beide keren was het Jefferson Pérez die dit presteerde op de 20 km snelwandelen. In 1996 werd hij kampioen en in 2008 tweede. In de twee tussenliggende edities werd hij telkens vierde.

## Medailleoverzicht
| Sport    | Olympiër        | Discipline            | Medaille |
| -------- | --------------- | --------------------- | -------- |
| Atletiek | Jefferson Pérez | 20km snelwandelen (m) | Zilver   |

## Deelnemers en resultaten per onderdeel

### Atletiek
| Olympiër          | Discipline            | Resultaat | Prestatie                            |
| ----------------- | --------------------- | --------- | ------------------------------------ |
| Franklin Nazareno | 100m (m)              | 52e       | serie 10: 6de in 10,60               |
| Franklin Nazareno | 200m (m)              | 49e       | serie 3: 8ste in 21,26               |
| Byron Piedra      | 1500m (m)             | 41e       | serie 3: 12de in 3.45,57             |
| Franklin Tenorio  | marathon (m)          | 65e       | 2:29.05                              |
| Andrés Chocho     | 20km snelwandelen (m) | 38e       | 1:27.09                              |
| Jefferson Pérez   | 20km snelwandelen (m) | Zilver    | 1:19.15                              |
| Rolando Saquipay  | 20km snelwandelen (m) | 20e       | 1:22.32                              |
| Xavier Moreno     | 50km snelwandelen (m) | 36e       | 4:07.04                              |
| Fausto Quinde     | 50km snelwandelen (m) | 25e       | 3:59.28                              |
| Hugo Chila        | verspringen (m)       | 24e       | kwalificatie groep A: 13de met 7,77m |
|                   |                       |           |                                      |
| Sandra Ruales     | marathon (v)          | 43e       | 2:35.53                              |
| Johana Ordóñez    | 20km snelwandelen (v) | 36e       | 1:36.26                              |

### Boksen
| Olympiër            | Discipline | Resultaat | Prestatie                                                                                           |
| ------------------- | ---------- | --------- | --------------------------------------------------------------------------------------------------- |
| José Luis Meza      | -48kg (m)  | 9e        | 1ste ronde: vrij 2de ronde: V van IRL Barnes: 8-14                                                  |
| Luis Enrique Porozo | -57kg (m)  | 9e        | 1ste ronde: W van DOM Navarro: 3-3 2de ronde: V van CHN Li: 5-6                                     |
| Carlos Góngora      | -75kg (m)  | 5e        | 1ste ronde: W van GER BUga: 14-7 2de ronde: W van GRE Gazis: 12-1 kwartfinale: V van IND Kumar: 4-9 |

### Gewichtheffen
| Olympiër          | Discipline | Resultaat | Prestatie                                                 |
| ----------------- | ---------- | --------- | --------------------------------------------------------- |
| Eduardo Guadamud  | -94kg (m)  | DNF       | trekken: 15de met 165kg stoten: geen geldige poging       |
|                   |            |           |                                                           |
| Alexandra Escobar | -58kg (v)  | DNF       | trekken: 2de met 99kg stoten: 5de met 124kg totaal: 223kg |

### Judo
| Olympiër       | Discipline | Resultaat | Prestatie                                                                   |
| -------------- | ---------- | --------- | --------------------------------------------------------------------------- |
| Roberto Ibáñez | -66kg (m)  | 21e       | voorronde: vrij 1ste ronde: V van CAN Mehmedovic: yuko                      |
|                |            |           |                                                                             |
| Glenda Miranda | -48kg (v)  | 13e       | 1ste ronde: V van CUB Bermoy: koka herkansingen: V van RUS Bogdanova: ippon |
| Carmen Chalá   | +78kg (v)  | 21e       | 1ste ronde: V van TUN Rouhou: ippon                                         |

### Schietsport
| Olympiër    | Discipline      | Resultaat | Prestatie                                    |
| ----------- | --------------- | --------- | -------------------------------------------- |
| Carmen Malo | 25m pistool (v) | 21e       | kwalificatie: 40ste met 559 punten (281-278) |

### Taekwondo
| Olympiër       | Discipline | Resultaat | Prestatie                         |
| -------------- | ---------- | --------- | --------------------------------- |
| Lorena Benítes | +67kg (v)  | 11e       | 1ste ronde: V van AUS Marton: 0-2 |

### Tennis
| Olympiër         | Discipline    | Resultaat | Prestatie                                  |
| ---------------- | ------------- | --------- | ------------------------------------------ |
| Nicolás Lapentti | enkelspel (m) | 33e       | 1ste ronde: V van FRA Mathieu: 6-7(4), 2-6 |

### Wielersport
| Olympiër     | Discipline | Resultaat | Prestatie                                                         |
| BMX          | BMX        | BMX       | BMX                                                               |
| ------------ | ---------- | --------- | ----------------------------------------------------------------- |
| Emilio Falla | mannen     | 21e       | plaatsingsronde: 25ste in 36,993 kwartfinale 1: 6de met 17 punten |

### Zwemmen
| Olympiër         | Discipline           | Resultaat | Prestatie             |
| ---------------- | -------------------- | --------- | --------------------- |
| Marco Camargo    | 100m vlinderslag (m) | 65e       | serie 1: 3de in 57,48 |
|                  |                      |           |                       |
| Yamilé Bahamonde | 50m vrije slag (m)   | 44e       | serie 6: 3de in 26,54 |

Afghanistan · Albanië · Algerije · Amerikaanse Maagdeneilanden · Amerikaans-Samoa · Andorra · Angola · Antigua en Barbuda · Argentinië · Armenië · Aruba · Australië · Azerbeidzjan · Bahama's · Bahrein · Bangladesh · Barbados · België · Belize · Benin · Bermuda · Bhutan · Bolivia · Bosnië en Herzegovina · Botswana · Brazilië · Britse Maagdeneilanden · Bulgarije · Burkina Faso · Burundi · Cambodja · Canada · Centraal-Afrikaanse Republiek · Chili · China · Chinees Taipei · Colombia · Comoren · Congo-Brazzaville · Congo-Kinshasa · Cookeilanden · Costa Rica · Cuba · Cyprus · Denemarken · Djibouti · Dominica · Dominicaanse Republiek · Duitsland · Ecuador · Egypte · El Salvador · Equatoriaal-Guinea · Eritrea · Estland · Ethiopië · Fiji · Filipijnen · Finland · Frankrijk · Gabon · Gambia · Georgië · Ghana · Grenada · Griekenland · Groot-Brittannië · Guam · Guatemala · Guinee · Guinee‑Bissau · Guyana · Haïti · Honduras · Hongarije · Hongkong · Ierland · IJsland · India · Indonesië · Irak · Iran · Israël · Italië · Ivoorkust · Jamaica · Japan · Jemen · Jordanië · Kaaimaneilanden · Kaapverdië · Kameroen · Kazachstan · Kenia · Kirgizië · Kiribati · Koeweit · Kroatië · Laos · Lesotho · Letland · Libanon · Liberia · Libië · Liechtenstein · Litouwen · Luxemburg · Macedonië · Madagaskar · Malawi · Malediven · Maleisië · Mali · Malta · Marshalleilanden · Marokko · Mauritanië · Mauritius · Mexico · Micronesië · Moldavië · Monaco · Mongolië · Montenegro · Mozambique · Myanmar · Namibië · Nauru · Nederland · Nederlandse Antillen · Nepal · Nicaragua · Nieuw-Zeeland · Niger · Nigeria · Noord-Korea · Noorwegen · Oeganda · Oekraïne · Oezbekistan · Oman · Oostenrijk · Oost‑Timor · Pakistan · Palau · Palestina · Panama · Papoea-Nieuw-Guinea · Paraguay · Peru · Polen · Portugal · Puerto Rico · Qatar · Roemenië · Rusland · Rwanda · Saint Kitts en Nevis · Saint Lucia · Saint Vincent en Grenadines · Salomonseilanden · Samoa · San Marino · Sao Tomé en Principe · Saoedi-Arabië · Senegal · Servië · Seychellen · Sierra Leone · Singapore · Slovenië · Slowakije · Soedan · Somalië · Spanje · Sri Lanka · Suriname · Swaziland · Syrië · Tadzjikistan · Tanzania · Thailand · Togo · Tonga · Trinidad en Tobago · Tsjaad · Tsjechië · Tunesië · Turkije · Turkmenistan · Tuvalu · Uruguay · Vanuatu · Venezuela · Verenigde Arabische Emiraten · Verenigde Staten · Vietnam · Wit-Rusland · Zambia · Zimbabwe · Zuid-Afrika · Zuid-Korea · Zweden · Zwitserland
Uitgesloten van deelname: Brunei